# 2009年アジア5カ国対抗
2009年アジア5カ国対抗は、2009年に行われたラグビーユニオンのアジア5カ国対抗第2回大会である。前回に続きHSBCの特別協賛により2009 HSBCアジア5カ国対抗として開催された。
ラグビーワールドカップ2011アジア予選として行われているため、最終予選となる2010年大会でディビジョン1降格となったシンガポールはワールドカップ出場の可能性が消滅した。

## トップ5

### 最終順位
| 順位 | 国           | 勝敗 | 勝敗 | 勝敗 | 勝敗 | 得失点 | 得失点 | 得失点 | 得失点 | 勝ち点 | 勝ち点 |
| 順位 | 国           | 試合 | 勝   | 分   | 負   | 得     | 失     | 差     | T      | B      | 点     |
| ---- | ------------ | ---- | ---- | ---- | ---- | ------ | ------ | ------ | ------ | ------ | ------ |
| 1    | 日本         | 4    | 4    | 0    | 0    | 271    | 40     | +231   | 41     | 4      | 24     |
| 2    | カザフスタン | 4    | 3    | 0    | 1    | 87     | 139    | -52    | 10     | 0      | 15     |
| 3    | 韓国         | 4    | 2    | 0    | 2    | 137    | 144    | -7     | 19     | 3      | 13     |
| 4    | 香港         | 4    | 1    | 0    | 3    | 110    | 126    | -16    | 8      | 3      | 8      |
| 5    | シンガポール | 4    | 0    | 0    | 4    | 40     | 196    | -156   | 1      | 1      | 1      |

勝ち点制度
- 勝ち：5点
- 引き分け：3点
- 負け - 0点
- 7点差以内の負けまたは4トライ以上でボーナスポイント1点

- 結果

### 試合結果
| 日付          | 試合                               | 結果    | 競技場                                       |
| 2009年4月25日 | (1 BP) 韓国 - シンガポール         | 65 - 0  | 城南炭川総合運動場                           |
| 2009年4月25日 | (1 BP) 日本 - カザフスタン         | 87 - 10 | 大阪・近鉄花園ラグビー場                     |
| 2009年5月2日  | 香港 - 日本 (1 BP)                 | 6 - 59  | 香港・香港フットボールクラブスタジアム       |
| 2009年5月2日  | カザフスタン - 韓国 (1 BP)         | 30 - 27 | アルマトイ・セントラルスタジアム             |
| 2009年5月9日  | (1 BP) シンガポール - カザフスタン | 19 - 22 | シンガポール・ヨー・チュー・カン・スタジアム |
| 2009年5月9日  | (1 BP) 韓国 - 香港 (2 BP)          | 36 - 34 | 城南炭川総合運動場                           |
| 2009年5月16日 | (1 BP) 日本 - 韓国                 | 80 - 9  | 大阪・近鉄花園ラグビー場                     |
| 2009年5月16日 | (1 BP) 香港 - シンガポール         | 64 - 6  | 香港・香港フットボールクラブスタジアム       |
| 2009年5月23日 | シンガポール - 日本 (1 BP)         | 15 - 45 | シンガポール・ヨー・チュー・カン・スタジアム |
| 2009年5月24日 | カザフスタン - 香港                | 25 - 6  | アルマトイ・セントラルスタジアム             |

## 参照
- IRB